# Gliacelle
Gliaceller (af græsk γλία, γλοία, lim) er nervesystemets støtteceller, hvorfor de også kaldes "støtteceller", men har mange andre funktioner end blot at agere fysisk støtte for neuroner.

## Typer af gliaceller
I centralnervesystemet (CNS) er fire gliacelletyper klassificerede:

- Oligodendrocytter – producerer og vedligeholder myelinskeder i CNS.
- Astrocytter – omgiver blodkar og bl.a. har en rolle i vedligeholdelse af det indre ionmiljø i CNS.
- Mikroglia – kan fagocytere og dermed fungerer lidt som en makrofag inden for CNS. Immunforsvaret har ikke adgang til CNS.
- Ependym – producerer bl.a. cerebrospinalvæske og forer ventriklerne.

I det perifere nervesystem (PNS) er der to former for gliaceller:

- Schwannske celler – producerer og vedligeholder myelinskederne i PNS.
- Satellitceller – findes i PNS og har en rolle i regeneration af nervevæv, når dette bliver beskadiget.